# Zakręzie
Zakręzie – osiedle w północno-wschodniej części Wyszkowa (województwo mazowieckie).
Dawna wieś położona przy tzw. gościńcu brańszczykowskim, jednej z najstarszych dróg w okolicy. Od 1973 stanowi najbardziej oddaloną od centrum część miasta (ok. 3 km).  